# Protestas en Francia de 2023
Las protestas de 2023 en Francia fueron una serie de huelgas generales y manifestaciones organizadas en Francia desde el 19 de enero por los opositores a la reforma de las pensiones del gobierno de Emmanuel Macron, que prevé aumentar la edad de jubilación de 62 a 64 años. Las huelgas han provocado interrupciones generalizadas, incluida la acumulación de basura en las calles y las cancelaciones de transporte público. En marzo, el gobierno utilizó el artículo 49.3 de la Constitución para forzar la aprobación del proyecto de ley en el Parlamento francés, lo que provocó más protestas y dos votos de censura fallidos, lo que contribuyó a un aumento de la violencia en las protestas junto con la huelga organizada por los sindicatos.

## Antecedentes
Durante las elecciones presidenciales francesas de 2022, Emmanuel Macron anuncia en TF1 un nuevo punto en su programa, "cambiar la edad legal y pasarla 65 años", en un momento en que supera el 30% en las encuestas, tres semanas antes de una primera vuelta que finalmente lo ve volver al 27,8%. Al día siguiente, en dos entrevistas con BFM TV y luego con periodistas que lo siguen haciendo campaña en Carvin (Pas-de-Calais), anunció que ya no descartaría un "posible referéndum" sobre el tema. y finalmente dice que está dispuesto a cambiar el "ritmo" y los "límites" previstos en su reforma, anunciando que salir a los 65 años ya no es "un dogma", "no se hará antes de 2030" de todos modos, y que "no necesariamente hará una reforma hasta 2030".
El 6 de enero de 2023, Élisabeth Borne presentó un proyecto de reforma que finalmente preveía el aumento de la edad legal para dar derecho a la jubilación, aumentado gradualmente en tres meses por año de nacimiento a partir del 1 de septiembre de 2023, de 62 a 63 años y 3 meses en 2027, luego 64 años en 2030. Las personas que se van a los 67 años seguirán beneficiándose automáticamente de una pensión completa, sin descuento, incluso sin haber trabajado 43 años.

## Cronología

### 19 de enero
El 19 de enero, el Ministerio del Interior contó 1,12 millones de manifestantes, incluidos 80.000 en París. Se reportaron más de 200 manifestaciones en el país. Más de un millón de personas salieron a las calles de París y otras ciudades francesas el jueves como parte de las protestas en todo el país por las propuestas para aumentar la edad de jubilación. Ocho de los sindicatos más grandes participaron en la huelga por la reforma de las pensiones. El Ministerio del Interior francés dijo que 80.000 manifestantes se reunieron en las calles de París, donde un pequeño número arrojó botellas, piedras y fuegos artificiales a la policía antidisturbios. Se reportaron más de 200 manifestaciones en el país. Según los sindicatos, 2 millones de personas participaron en las manifestaciones y 400.000 de ellas participaron en las manifestaciones de París.
Pese a las manifestaciones, Emmanuel Macron enfatizó que la reforma de las pensiones seguirá adelante. Los sindicatos franceses han declarado que se realizarán más huelgas y protestas el 31 de enero en un esfuerzo por detener los planes del gobierno de elevar la edad estándar de jubilación de 62 a 64 años. La nueva ley aumentaría las contribuciones anuales a las pensiones, de 41 a 43 pagos a lo largo del año. Se cancelaron algunos vuelos desde el aeropuerto de Orly, mientras que el sitio web de Eurostar informó la cancelación de muchas rutas entre París y Londres. Aunque se informaron "algunos retrasos" en el Aeropuerto Charles de Gaulle, debido a la huelga de los controladores de tráfico aéreo, no se cancelaron vuelos.

### 21 de enero
Otra manifestación se organiza en París el sábado 21 de enero, planeada desde hace tiempo por organizaciones estudiantiles y juveniles.

### 31 de enero
Se organizaron manifestaciones en todo el país con el transporte público, las escuelas y la producción de electricidad como objetivos específicos de las huelgas. Las emisoras de televisión pública también se vieron afectadas por las huelgas, y las transmisiones de noticias se cancelaron y en su lugar se reprodujo música.
Según el sindicato CGT, 2,8 millones de personas participaron en las protestas mientras que el Ministerio del Interior contabilizó 1.272 millones de manifestantes.

### 7 de febrero

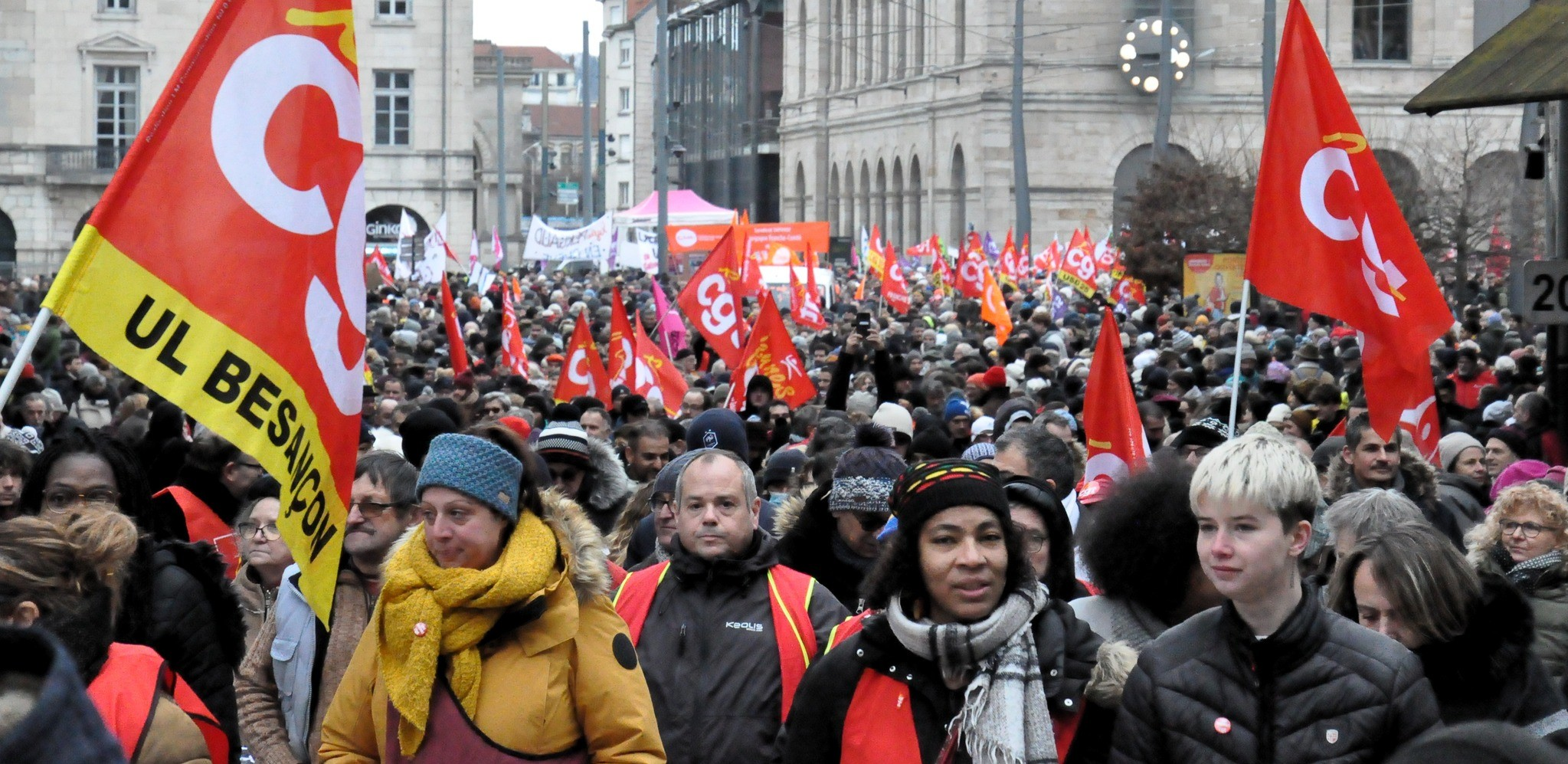
Manifestación en Besanzón del 19 de enero de 2023

El 7 de febrero de 2023, para el tercer día de movilizaciones, 757.000 personas se manifestaron en  toda Francia, según el Ministerio del Interior, casi dos millones, según la CGT. En París, la manifestación reunió a 400.000 personas, según la CGT, hasta el 19 de enero, 57.000 según la Place Beauvau. En las provincias, las procesiones fueron menos proporcionadas, según cifras de las autoridades y los organizadores. La movilización también reúne a activistas de asociaciones, como ATTAC o Extinction Rebellion.

### 11 de febrero
El 11 de febrero,  más de 2,5 millones de personas se manifestaron en Francia, según la CGT y 963.000 personas, según Beauvau. Más de 500.000 personas se manifestaron en París, según la CGT, un aumento de 100.000 en comparación con el 7 de febrero, mientras que según el recuento de la prefectura, 93.000 personas participaron en la manifestación en París. Además, la RATP intersindical ha convocado una huelga renovable a partir del 7 de marzo.

### 16 de febrero
Para el 16 de febrero, el número de manifestantes es el más bajo, desde el 19 de enero, con 1,3 millones de manifestantes reclamados por la CGT y 440.000 manifestantes según el Ministerio del Interior. En París, 37.000 manifestantes son contabilizados por la policía, 300.000 manifestantes por los sindicatos y 33.000 manifestantes por la firma Ocurrencia.
Los sindicatos convocan a una nueva jornada de movilización general, el 7 de marzo de 2023, después de las vacaciones escolares. El objetivo es "poner fin a Francia" si el gobierno mantiene el proyecto de reforma de las pensiones.

### 7 de marzo

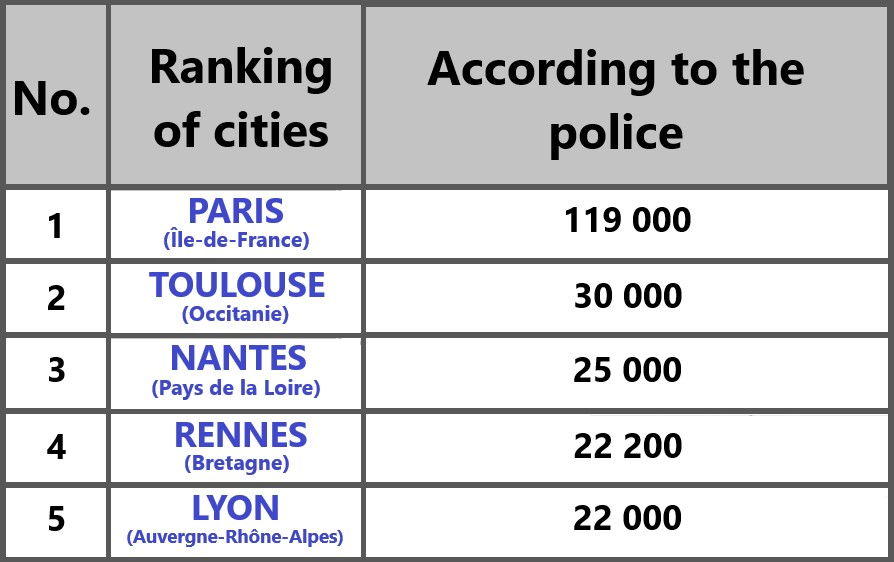
Ranking de las cinco principales manifestaciones en Francia el 23 de marzo

A principios de marzo, la protesta se intensificó en particular en el Hérault y el vecino departamento de Bouches-du-Rhône, los sindicalistas afirman que el gobierno quiere "abolir el sistema de reparto para establecer la capitalización". después de que el senador de Bouches-du-Rhône Stéphane Le Rudulier propusiera una enmienda para introducir una dosis de capitalización en el sistema de pensiones,apoyado por 30 de sus colegas y aprobado por el Senado. Stéphane Le Rudulier también propuso limitar el derecho de huelga en las refinerías y el transporte de productos petrolíferos., basándose en un gráfico controvertido que afirma que Francia es "el campeón mundial de las huelgas", lo que lleva a los canales de televisión a citar cautelosamente a los expertos que dicen que "la comparación es complicada"..
La Federación Nacional de Transporte y Logística (FNTL) llama a los camioneros a iniciar la huelga a partir del 5 de marzo a partir de las 22 p. m., las demás organizaciones convocan, por su parte, a un movimiento de 48 horas, los días 7 y 8 de marzo.
La ciudad de Chambéry experimentó una serie de incivilidades y actos de vandalismo atribuidos a la extrema derecha y dirigidos contra partidos políticos de izquierda, empresas y organismos públicos, durante la noche del 5 al 6 de marzo. La Casa de los Sindicatos es vandalizada y etiquetada. Tres vehículos, incluidos dos marcados FO, estacionados frente al edificio y que contenían equipos para la manifestación del 7 de marzo, son incendiados.. Las etiquetas ofensivas indican que los sindicatos son atacados debido a la protesta planeada para el día siguiente. La ciudad de Chambéry, propietaria del local, presenta una denuncia.

### 8 de marzo
Planeado como el primer día de movilización efectiva de los empleados por parte del intersindical, muchos sectores profesionales respondieron a la movilización contra la reforma de las pensiones el 7 de marzo de 2023 y se están embarcando en una huelga general bastante concurrida en el campo del transporte. El mismo día, se espera un gran número de manifestantes en París y en toda Francia.
El 7 de marzo de 2023, se celebran entre 250 y 300 eventos en toda Francia. Se registró un número récord de movilizaciones en la mayoría de los sectores afectados por la movilización. Casi uno de cada dos empleados de EDF participó en las huelgas, según la dirección de la empresa. En la educación nacional, más del 30% de los docentes estaban en huelga según la educación nacional y el 60% según los sindicatos. Más de 700.000 manifestantes participaron en la manifestación de París según los sindicatos, 200.000 más en comparación con las movilizaciones parisinas más fuertes de las manifestaciones contra el proyecto de ley, según la prefectura, hubo unos 81.000 manifestantes en la capital francesa. En las provincias, también se registraron tasas de movilización récord según los sindicatos y la policía. Con una movilización de unos 245.000 en Marsella según los sindicatos y 30.000 según la prefectura. Según la CGT, casi 3,5 millones de manifestantes marcharon por toda Francia. Según el Ministerio del Interior, a las protestas asistieron 1,28 millones de personas, la tasa más alta en el movimiento contra la reforma de las pensiones. Cualquiera que sea el número elegido, esta es la tasa de movilización más alta en más de 50 años.

### 11 de marzo

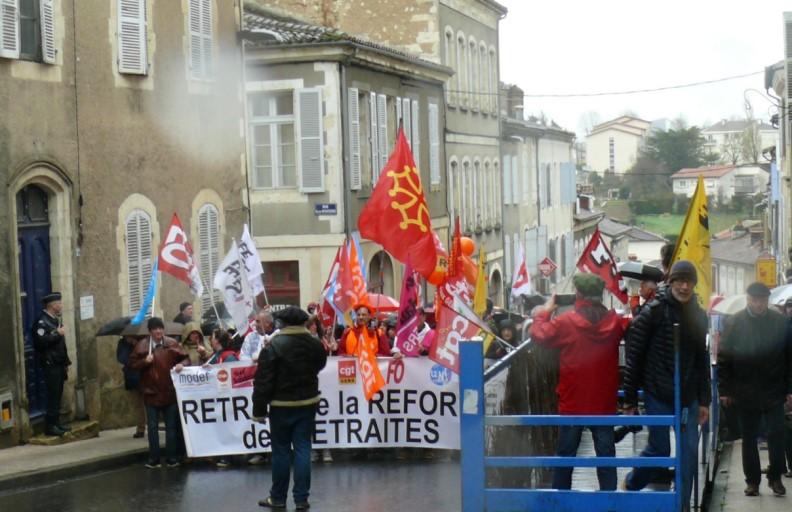
Manifestaciones en Auch (Occitania) el 11 de marzo de 2023.

El 11 de marzo de 2023, se organizan nuevamente manifestaciones en forma de manifestaciones populares en muchas ciudades francesas. Sin embargo, la prensa registró una fuerte disminución en la movilización en comparación con días anteriores. el sindicato aprovecha este nuevo día de acción para hacer un llamamiento al Presidente de la República pidiéndole que consulte al pueblo sobre la reforma de las pensiones. Durante el mismo día, el Senado reanudó la consideración de la reforma antes de emitir un voto favorable en la noche del sábado 11 al domingo 12 de marzo.. La mayoría de los desfiles se llevaron a cabo pacíficamente, pero se notaron algunas tensiones durante la manifestación parisina que terminó en la Place de la Nation con muchos proyectiles lanzados contra la policía, botes de basura quemados y algunas ventanas apedreadas por unos pocos individuos aislados. Una treintena de personas fueron detenidas por la policía.
Emmanuel Macron da a conocer su negativa a reunirse con el intersindical, remitiéndolo al Ministerio de Trabajo de Olivier Dussopt. El Presidente de la República se compromete a permanecer en la segunda línea de esta reforma, no dando una entrevista importante o secuencia mediática ya que Elisabeth Borne presentó el proyecto a mediados de enero.

### 15 de marzo
El 15 de marzo la Comisión Mixta (CMP), integrada por siete diputados y siete senadores, intenta encontrar un compromiso entre la Asamblea Nacional y el Senado sobre el proyecto de ley, el sindicato convocó el miércoles 15 de marzo a una nueva jornada de huelga y movilización contra la reforma previsional. Desde la mañana de este día, varias estaciones de autobuses están bloqueadas en la región. También se organizan movimientos en los servicios de transporte y continúan en el servicio de recogida de basuras mientras continúan muchos bloqueos de infraestructura portuaria.

### Manifestaciones  después de la decisión de invocar el artículo 49, párrafo 3
La inesperada decisión de utilizar el artículo 49.3 de la Constitución anunciada por el gobierno el 16 de marzo de 2023 significa que la ley podría ser aprobada por el Parlamento sin una votación sobre el texto. De hecho, el gobierno ha decidido comprometer su responsabilidad ante el riesgo de una votación contra una parte significativa de los diputados del grupo Los Republicanos liderados por el ex número dos del partido Aurélien Pradié, destituido por este motivo.
Este anuncio desencadenó las mismas manifestaciones espontáneas vespertinas en muchas de las principales ciudades francesas, cuyas fotografías, distribuidas por agencias de prensa, están tomadas en las portadas de muchos de los principales diarios extranjeros: The New York Times, The Guardian o The Daily Telegraph.
La reunión del Comité Conjunto (CMP) había adoptado, poco antes, el compromiso esperado entre el Senado y la Asamblea Nacional. La Constitución dispone que la votación final sobre el texto aprobado en la CP/RP corresponde a la Asamblea Nacional. Pero persiste la incertidumbre sobre el voto de muchos diputados del grupo Les Républicains y el gobierno crea la sorpresa al comprometer el artículo 49, párrafo 3, de la Constitución de la Quinta República Francesa, lo que permite evitar la votación sobre el texto.
Anuncio del uso del párrafo 49 del artículo 3 de la Constitución por Elisabeth Borne ante la Asamblea Nacional.
La Union syndicale Solidaires reacciona con una manifestación espontánea en la Plaza de la Concordia de París, no lejos del Palais Bourbon y del Palacio del Elíseo, protegida por un fuerte cordón policial.
En el centro de la plaza, el sitio de construcción del Obelisco de Luxor es víctima al comienzo de la noche de varios inicios de incendio, detenidos por los bomberos. Se observan incidentes en las calles adyacentes: incendios de botes de basura o paradas de autobús, incluso mini barricadas de basura.
Incidentes similares se observan en las provincias, incluida Lyon, donde el ayuntamiento está apedreado, rompiendo ventanas,,. En Rennes, los individuos intentan quemar la puerta de madera del ayuntamiento, un hotel de cuatro estrellas (ya atacado el día anterior) es víctima de daños.
En la tarde del 17 de marzo de 1500 manifestantes marcharon en Estrasburgo en los distritos del hipocentro, la Explanada, la Place de l'Étoile, el Krutenau, el Hospital Civil, la Avenue des Vosges y el Gare, causando múltiples daños.

### 20 de marzo

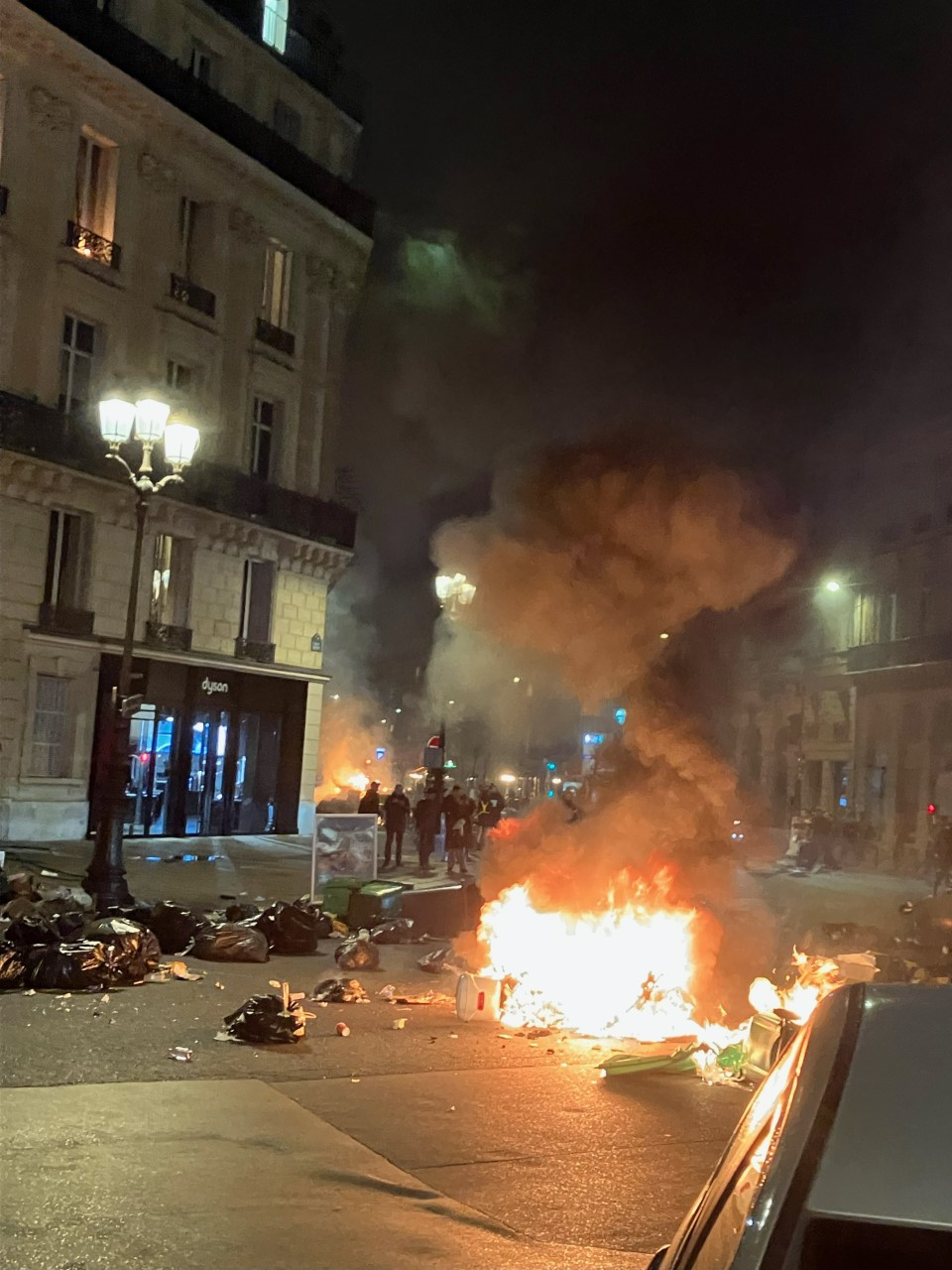
Quema de basura en la Place de l'Opéra en la noche del 20 de marzo.

Por la mañana, se incendiaron pilas de basura alrededor de la carretera de circunvalación en Rennes como parte de un bloqueo de carretera, y los manifestantes también bloquearon los puntos de recolección de residuos y el cercano depósito de petróleo de Vern-sur-Seiche fue bloqueado.  Al bloqueo de carreteras asistieron "unos pocos cientos de personas". Comenzó a las 6:30 a. m. y condujo a "más de 15 millas de tráfico detenido alrededor de la ciudad". La policía utilizó gases lacrimógenos y cargó contra los manifestantes que estaban en la carretera y en los campos circundantes.  Poco antes del mediodía, se anunció que todos habían sido levantados.  Sin embargo, una carretera dañada en Porte de Saint-Malo significó que el límite de velocidad se redujo temporalmente a 70 kilómetros por hora.  Crisis24 dijo que la acción industrial en las refinerías de petróleo estaba "empezando a afectar el suministro de combustible", con escasez de combustible en las estaciones, "particularmente" en Marsella y el sur del país.  Sky News, el 17 de marzo, declaró que las huelgas de recolección de basura continuarán hasta al menos el 20 de marzo.
SNCF ha advertido de la "interrupción de los servicios ferroviarios interurbanos y regionales", con solo dos de cada tres trenes circulando en varias líneas de la red RATP de París. Crisis24 informó que tales interrupciones continuarán hasta el 23 de marzo, cuando la huelga nacional exacerbará la prestación de servicios.
El 17 de marzo, los sindicatos de docentes convocaron huelgas en las semanas siguientes, posiblemente interrumpiendo los exámenes de bachillerato, que comienzan el 20 de marzo. Laurent Berger de CFDT proclamó que no deseaba ninguna interrupción de los exámenes, ya que podrían empeorar los ya altos niveles de estrés de los estudiantes que los toman.

### Votos de censura
El 18 de marzo se confirmó que las dos mociones de censura presentadas contra el gobierno se debatirán a partir del lunes 20 de marzo.  El líder de los republicanos ha anunciado su intención de no apoyar ninguna de las mociones, pero The Times informó que algunos parlamentarios de LR pueden desafiarlo.
Una encuesta encontró que más de dos tercios del público francés querían que el voto de no confianza tuviera éxito, a pesar de que la probabilidad de que lo hiciera fuera escasa, y que el primer ministro Borne renunciara independientemente de su éxito o no.
El debate comenzó a las 4 p. m. en la Asamblea Nacional, con los parlamentarios de la oposición "abucheando y abucheando [a la primera ministra] cuando subió al podio". Comentó que el gobierno "nunca ha ido tan lejos para formar un compromiso" para aprobar las leyes de reforma de pensiones. El autor de la moción transpartidista, Charles de Courson, dijo que la eliminación del gobierno era "la única manera de detener la crisis social y política en este país". Éric Ciotti, líder de los republicanos, dijo que invocar el artículo 49.3 era "el resultado de muchos años de fracasos políticos" que pusieron de relieve "una profunda crisis en nuestra constitución", pero no creía que los votos de no confianza fueran la solución requerida.
El voto de censura transpartidista fracasó por nueve votos, mientras que la moción de censura de Agrupación Nacional solo recibió 94 votos, después de que otros partidos de oposición declararan su intención de no votar por ella.  Solo 19 miembros de los republicanos votaron a favor de la moción transpartidista,France 24 comentó que más de la mitad de los parlamentarios republicanos habrían tenido que votar a favor para que la moción fuera aprobada.

### 23 de marzo

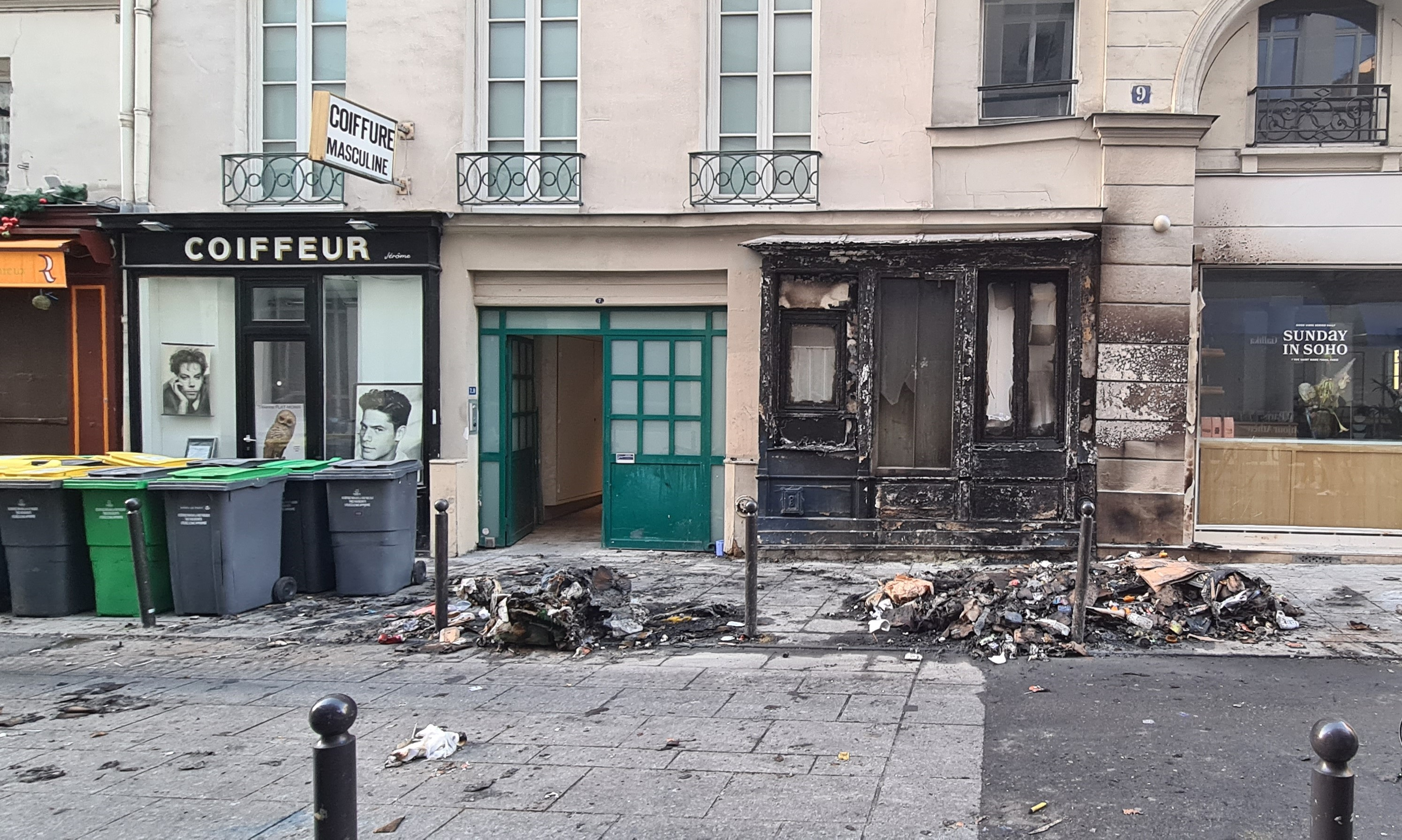
Incendio en edificio la noche del 23 de marzo.

El 22 de marzo se llevó a cabo un día de "puertos muertos" a la convocatoria de la CGT: se llevan a cabo acciones de punzón alrededor de la zona portuaria de Capécure, dos rotondas que sirven a los depósitos de combustible al norte de Burdeos están bloqueadas, así como el depósito de Puget-sur-Argens, mientras que el gran puerto marítimo de Marsella está totalmente bloqueado. A nivel nacional, el 14,3% de las gasolineras están experimentando escasez de al menos un tipo de combustible.
También el 22 de marzo, Emmanuel Macron hizo su primer discurso público importante después de la secuencia de 49-3, durante una entrevista transmitida en el Journal de 13 heures de TF1. Esta intervención, durante la cual el presidente rechaza cualquier posibilidad de dar marcha atrás en la reforma, o de reunirse con los sindicatos sobre este tema -aunque les invita a dialogar para otros proyectos- y donde dice que quiere que la ley entre en vigor "a finales de año" y está dispuesto a "avalar la impopularidad" de la reforma de las pensiones, y que contiene muchas falsedades fácticas y estadísticas, se considera que refuerza la oposición a la reforma por parte de los sindicalistas, En general, además de la reforma en sí, el uso del 49-3 se percibe como una negación de la democracia y una señal de desprecio por parte del Presidente de la República hacia ellos, presentada por muchos manifestantes.,,. En la noche del 22 de marzo, algunas manifestaciones espontáneas tuvieron lugar después del discurso: 300 personas en París, 600 en Lyon y alrededor de mil en Lille, donde dos policías resultaron heridos y dos personas arrestadas.

Como resultado, el 23 de marzo, el noveno día de acción es seguido masivamente y experimenta una renovada movilización, igualando a la del 7 de marzo : entre 1.089 millones de manifestantes (según el Ministerio del Interior) y 3,5 millones (según la CGT) marchan en más de 300 ciudades de toda Francia, incluyendo entre 119.000 (Ministerio del Interior) y 800.000 (CGT) en París. El número de manifestantes ha aumentado en comparación con el día anterior de movilización, a nivel nacional, en las ciudades más grandes y en la mayoría de las ciudades medianas, 30 000 en Toulouse, entre 14.800 y 23.000 manifestantes en Marsella, Niza u otras ciudades occitanas del sur. Fuerte movilización también en la Bretaña histórica (22 200 en Rennes, 25 000 en Nantes). En Normandía, Ruan está experimentando su movilización más fuerte desde el inicio del movimiento.

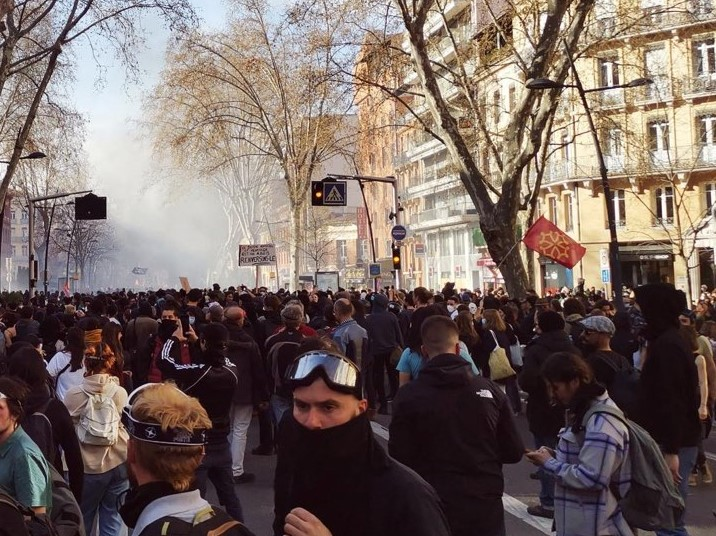
Manifestantes en Toulouse (Occitania) el 28 de marzo de 2023.

### 28 de marzo
El 28 de marzo, un décimo día de protestas se estimó en 740.000 asistentes por el gobierno francés y 2 millones por los sindicatos. El primer ministro Borne rechazó la mediación formal, pero aceptó conversaciones con ocho líderes sindicales la semana siguiente, cuando se planeó un undécimo día de protesta.

### 6 de abril
El 6 de abril de 2023, el undécimo día de movilización nacional, entre 570.000, según el Ministerio del Interior, y 2 millones de personas, según la CGT, se manifiestan en toda Francia,Los manifestantes iniciaron un incendio en el Café de la Rotonde, uno de los restaurantes favoritos de Macron, y otros manifestantes irrumpieron en los edificios de oficinas de BlackRock y Natixis Investment Managers.

### 14 de abril
La oficina de Macron dijo el viernes que el presidente firmará el proyecto de ley en los próximos días. El ministro de Trabajo, Olivier Dussopt, dijo que el gobierno ya está trabajando arduamente para implementar los cambios antes del 1 de septiembre. Antes de la decisión del Consejo Constitucional, Macron invitó a los sindicatos a reunirse con él. Los sindicatos rechazaron la invitación de Macron, señalando que había rechazado sus ofertas anteriores de una reunión, y convocaron nuevas protestas masivas el 1 de mayo, Día Internacional de los Trabajadores.

## Impacto

### Aumento de la violencia social
Múltiples medios, incluidos medios de comunicación y sindicatos, han aumentado la preocupación por el creciente uso de la violencia en las protestas, particularmente en los días desde que el gobierno invocó el Artículo 49.3, con comparaciones hechas con las protestas de los Gilets jaunes (chalecos amarillos) de los primeros años de la presidencia de Macron. El 19 de marzo, The Guardian comentó que mientras "la policía se preparaba para una semana de protestas impredecibles y espontáneas en ciudades y pequeños pueblos de toda Francia, el estado de ánimo de ira se comparó con el inicio de las protestas de los chalecos amarillos".

### Interrupción de las redes de las carreteras
El día después del anuncio de Elisabeth Borne declarando proceder con la aplicación del artículo 49.3, la carretera de circunvalación de París está temporalmente bloqueada en la mañana del 17 de marzo, durante las acciones de la operación "punch" iniciada por la CGT de Île-de-France y operada en particular Porte de Clignancourt y Porte de Montreuil. El mismo día, sindicalistas y agentes de Enedis también llevaron a cabo bloqueos de carreteras en la aglomeración de Caen.
El domingo 19 de marzo, manifestaciones espontáneas organizaron una operación de "peaje gratuito" en la caseta de peaje de Senlis en la autopista A1.

### Cortes de energía
El 15 de marzo, se registraron cortes de energía en la ciudad de Pollestres y al sur de Perpiñán en los Pirineos Orientales. El mismo día, el presidente del sindicato CFE-CGC Énergie Côte d'Azur, anunció un corte de energía en Fort de Brégançon, la residencia de vacaciones del Presidente de la República Emmanuel Macron y su esposa Brigitte Macron.. Acciones del mismo tipo ya se habían organizado durante el día de acción el 11 de marzo, incluido un corte de energía en el sitio de construcción de los Juegos Olímpicos de París 2024 en Seine-Saint-Denis o la desactivación del aeropuerto de Toulouse-Blagnac.

### Huelga de los recolectores de Basura

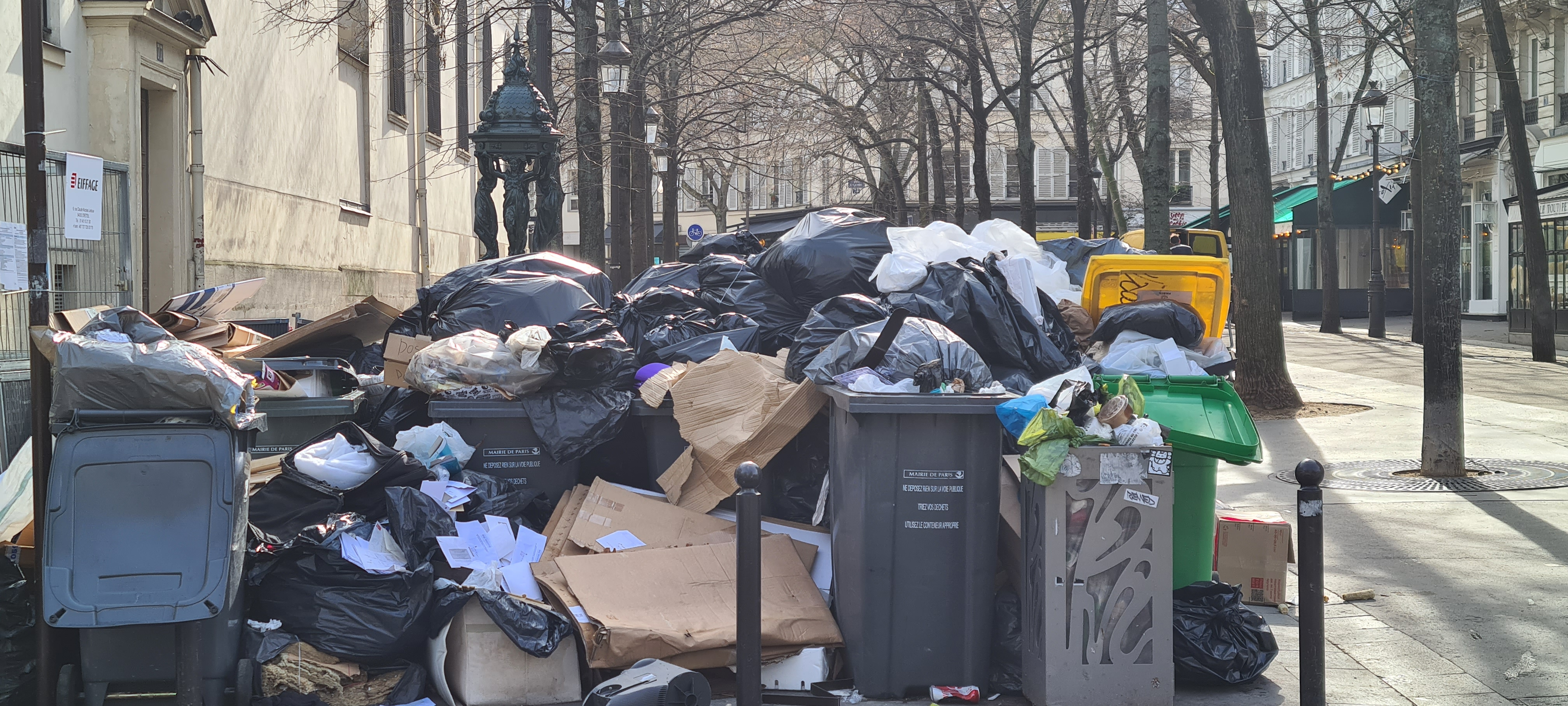
Basura acumulada en París el 16 de marzo de 2023

El 6 de marzo comenzó una huelga de recolectores de residuos, que incluyó el bloqueo de los incineradores de la ciudad.  Originalmente programado para durar nueve días, se extendió por otros cinco, Al 15 de marzo, "los camiones de basura estaban varados en depósitos y al menos tres incineradores de desechos en el área de París estaban parados".
El impacto de la huelga de los trabajadores de residuos ha dejado miles de toneladas de basura sin recoger en las calles de París. El 17 de marzo, se estimó que la cantidad era de 10.000 toneladas, frente a las 7.600 de principios de semana. El ministro del Interior, Gerald Darmanin, dijo que "los huelguistas estaban siendo obligados a regresar bajo poderes de emergencia diseñados para salvaguardar los servicios esenciales", y desde la mañana del 17 de marzo dijo a la radio RTL que "la requisa está funcionando y los contenedores se están vaciando", aunque esto fue disputado por un asistente de la alcaldesa de París, Anne Hidalgo.  Hidalgo ha mantenido su apoyo a los huelguistas a pesar de los esfuerzos del gobierno para romperlo, con el teniente de alcalde a cargo del despilfarro, Colombe Brossel, comentando que "cualquier demanda para obligar a los huelguistas a volver al trabajo sería "un ataque al derecho constitucional de huelga".
Los recolectores de residuos municipales de París comenzaron su huelga y bloqueo de los incineradores de la ciudad doce días antes; Las reformas de pensiones propuestas elevarían su edad de jubilación de 57 a 59 años. La recolección de residuos en París se divide alrededor de mitad y mitad entre ellos y las empresas privadas, que permanecieron en funcionamiento y algunos tomaron contratos para operar en las áreas más afectadas por la huelga; como el noveno distrito, cuya alcaldesa, Delphine Burkli, sugirió "llamar al ejército para despejar las calles".
El 18 de marzo, la alcaldesa del distrito 12 de París, Emmanuelle Pierre-Marie, dijo que la prioridad era el desperdicio de alimentos en las calles – AP describió la "basura no recolectada" como "convertida en un símbolo visual y olfativo de las acciones para derrotar el plan de reforma de pensiones del presidente" – "porque es lo que trae plagas a la superficie" y que "son extremadamente sensibles a la situación. Tan pronto como tenemos un camión de basura disponible, damos prioridad a los lugares más preocupados, como los mercados de alimentos". Se afirmó que la policía había "requisado a los trabajadores de la basura para limpiar algunos barrios".

### Impopularidad de Emmanuel Macron
En abril de 2023, el índice de popularidad del presidente francés es sólo del 22%.